# Millerův poloostrov
Millerův poloostrov je malý výčnělek země v okresech Clallam a Jefferson v americkém státě Washington. Na východě jeho pobřeží omývá záliv Discovery Bay, na severu úžina Juana de Fucy a na západě Sequimský záliv. Na poloostrově se nachází několik malých vesnic, jako jsou Blyn na jihozápadě, Diamond Point na severovýchodě, Gardiner na východě a Port Discovery na jihovýchodě.